# Roisin Conaty
Roisin Marcella Conaty, [r oʊ ʃ iː n ˈ k ɒ n ə t i], född 26 mars 1979 är en engelsk skådespelerska, komiker och författare. Hon vann priset Bästa nykomling på Edinburgh Festival 2010 för sin show Hero, Warrior, Fireman, Liar. Hon har därefter fortsatt med ståuppkomik, börjat med skådespelande och varit en flitig deltagare i humoristiska panelshower som 8 Out of 10 Cats, Would I Lie to You? och Have I Got News for You.
I början av 2014 sändes piloten för sitcomen GameFace på Channel 4 där hon står för manus, spelar huvudrollen och är exekutiv producent. Den första säsongen sändes sedan 2017. Hon spelade Roxy i de två första säsongerna av Ricky Gervais Netflix komedi-dramaprogram After Life .

## Biografi
Roisin Conaty föddes i Camden, London. Hennes föräldrar var båda från Irland men träffades i London, där hennes far arbetade för Aer Lingus och modern var sjuksköterska. Hon växte upp i Camden med en yngre syster, och tillbringade somrarna i Irland i grevskapen Kerry och Cork. Hon studerade film vid Middlesex University och hade flera kontorsjobb. Det var i samband med att hennes far gick bort, när han var 52 år och hon 24 år, som hon kände att hon måste ta tag i det som hon ville göra och började med ståuppkomik.
Karriären tog fart efter att hon år 2010 vann priset för bästa nykomling på Edinburgh Festival för sin show Hero, Warrior, Fireman, Liar, och efter att hon i november 2010 var med i Russell Howard's Good News. År 2015 var hon en av komikerna i Live at the Apollo 2015.
Roisin Conaty har därefter varit deltagare i flera humoristiska panelprogram, som Have I Got News for You, 8 Out of 10 Cats Does Countdown, Insert Name Here, A League of Their Own, Would I Lie to You?, Hypotehtical och Room 101. 
Hon var med i den första upplagan av Bäst i test England.
Hon spelade Jo i Channel 4 situationskomedein Man Down, mot Greg Davies, mellan 2013 och 2017 och medverkade i Ricky Gervais film David Brent: Life on the Road.
Hon skapade, skrev och hade huvudrollen i två säsonger av serien GameFace.